# Alvis Crested Eagle
Der Alvis Crested Eagle ist eine PKW-Baureihe des englischen Automobilherstellers Alvis. Zwischen 1933 und 1940 wurden insgesamt 602 Fahrzeuge gefertigt.

## Die Ausgangslage des Unternehmens
Anfang der 1930er-Jahre war Alvis mit Vierzylindermodellen in der unteren Mittelklasse sowie mit kleinen Sechszylindermodellen in der Mittelklasse vertreten. Durch konkurrierende Fahrzeugbauer, die verstärkt auf Großserienfertigung an Fließbändern setzten, geriet Alvis mit seinen traditionellen Fertigungsmethoden und dem hohen Anteil an Handarbeit zunehmend unter Preisdruck. Andererseits wuchs in den Jahren nach der Weltwirtschaftskrise mit zunehmendem Wohlstand der Mittel- und Oberschicht die Nachfrage nach größeren, leistungsstärkeren Personenwagen mit sportlichem oder repräsentativem Charakter.
Alvis reagierte hierauf ab 1932 mit einer Ausweitung des Modellprogramms, das sich bis 1940 weiterentwickelte und mit seinen zahlreichen Varianten zeitweise recht unübersichtlich wirkte. Den Anfang dieser Modelloffensive machte 1932 der sportliche Speed 20 und im Mai 1933 der luxuriöse, je nach Variante repräsentative und teils opulent ausgestattete Crested Eagle.
Die Modellbezeichnung steht im Deutschen für „den mit einem Schopf versehenen Adler“, also ein älteres, ranghohes Tier, was auch in der Heraldik häufig als Sinnbild für Macht, Stärke und Überlegenheit steht. Die Modellbezeichnung lehnt sich damit an diejenige des 1930 eingeführten Mittelklassemodells Silver Eagle an.

## Gemeinsamkeiten aller Fahrzeuge dieser Baureihe
Allen Wagen gemeinsam ist ein wassergekühlter, hinter der Vorderachse eingebauter Sechszylinder-Reihenmotor mit hängenden Ventilen sowie ein separates Fahrgestell mit einer angetriebenen hinteren Starrachse, die an halbelliptischen  Längsblattfedern aufgehängt ist. Allen Fahrzeugen gemeinsam und für diese Zeit fortschrittlich ist die Verwendung einer vorderen Einzelradaufhängung mit einer halbelliptischen Querblattfeder, die Alvis 1933 parallel für die Modelle Crested Eagle und Speed 20 SB einführte. Alle Varianten haben eine einheitliche Spurweite von 1422 mm, wie sie ab 1932 beim Speed 20 SA eingeführt und später auch bei den Oberklassemodellen Speed 25, Alvis 4.3 litre und dem Silver Crest in der oberen Mittelklasse genutzt wurde.
Ab Werk waren alle Crested Eagle-Modelle wahlweise in zwei Ausführungen erhältlich, als viertüriger Saloon (vorrangig für den selbst fahrenden Eigner, im Deutschen regelmäßig als Limousine oder – veraltet – als Innenlenker bezeichnet) oder als Limousine (vorrangig für den Chauffeurbetrieb und stets mit insgesamt sechs Seitenfenstern, im Deutschen zumeist als Pullman-Limousine bezeichnet). Letztere hat üblicherweise den längeren Radstand von 3353 mm, erstere überwiegend den kürzeren von 3124 mm.
Wie in dem Unternehmen von jeher üblich,  ließ Alvis alle Karosserien extern fertigen, die „Saloons“ regelmäßig bei dem Karosseriebauunternehmen Charlesworth Motor Bodies, die „Limousines“ bei Mayfair Carriage. Daneben konnten Kunden ihren Crested Eagle aber auch als reines rollfähiges Chassis mit allen Antriebskomponenten, aber ohne Karosserie und Inneneinrichtung erwerben, um ihn individuell bei einem Karosseriebauer ihrer Wahl einkleiden zu lassen. Bekannt sind Sonderaufbauten von zumindest elf verschiedenen Karosseriebauern, darunter viersitzige Tourer von REAL (R. E. Alltman Ltd.), zweitürige Cabriolets von Vanden Plas, Cross & Ellis, Carlton und Charlesworth sowie weitere Einzelstücke von Martin & King, Samuel Holbrook Ltd., Salmons und Mayfair.

## Die einzelnen Modellvarianten

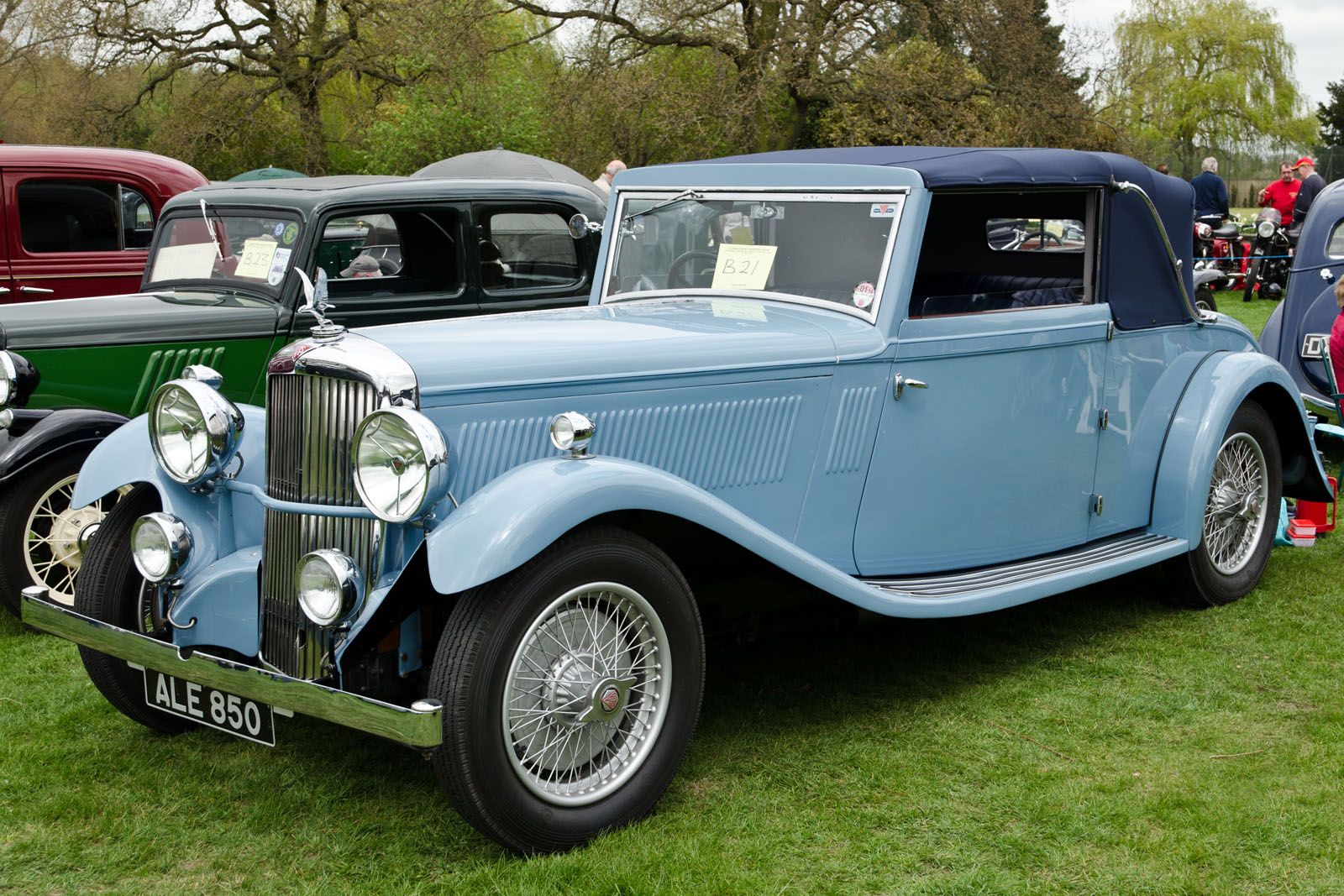
Alvis Crested Eagle als Drophead Coupé mit einer Sonderkarosserie von Vanden Plas aus dem Jahr 1933

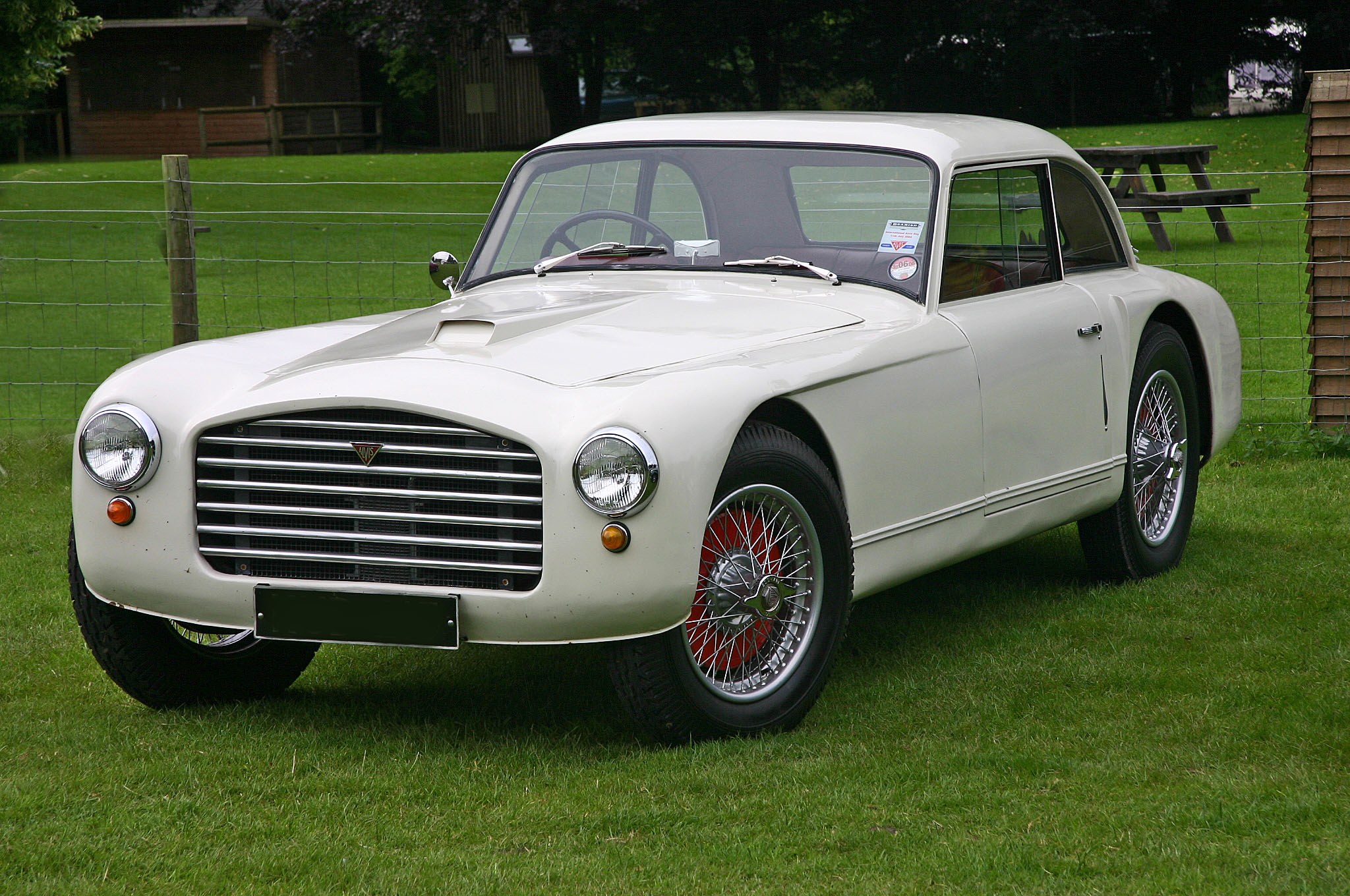
Alvis Crested Eagle als Coupé, ursprünglich aus dem Jahr 1933, in den 1950er-Jahren von dem Karosseriebauer Paramount neu eingekleidet

Den Alvis Crested Eagle gab es in verschiedenen Ausführungen, die sich vor allem anhand ihres Entstehungsjahrs, der Motorvariante und dem Radstand unterscheiden. Gerade als Chauffeurslimousine oder als 6-Light-Saloon mit insgesamt sechs Seitenfenstern und einem Radstand von deutlich über drei Meter ist die Modellreihe der Oberklasse zuzurechnen. Im Hinblick auf die teilweise opulente Innenausstattung findet sich auch die Einordnung in die Luxusklasse. Andererseits besaß die Einstiegsvariante ein derart kleines Sechszylindertriebwerk, dass je nach Karosserieaufbau und Ausstattung auch eine Zuordnung zur oberen Mittelklasse nicht abwegig ist. Zu einzelnen technischen Details und den Produktionszeiträumen ist die Quellenlage mitunter unklar und teils widersprüchlich.

### 1933 bis 1936
Im Mai 1933 erschienen die Modelle TD und TE. Nach dem Standardwerk von Culshaw/Horrobin weist der TD einen Radstand von 3353 mm und eine Länge von 4801 mm auf, während der TE einen Radstand von 3124 mm und eine Länge von 4572 mm besitzt. Der TD war danach mit zwei unterschiedlichen Motoren erhältlich, einem 2,5-Liter mit 2511 cm³ Hubraum (Bohrung × Hub = 73 mm × 100 mm) und einem 2,8-Liter mit 2762 cm³ Hubraum (Bohrung × Hub = 73 mm × 110 mm). Letzterer gab eine Leistung von 77 bhp (56,6 kW) bei 3920/min. ab. Der TE war danach mit dem 2,15-Liter-Motor des Silver Eagle ausgestattet, der einen Hubraum von 2148 cm³ (Bohrung × Hub = 67,5 mm × 100 mm) hatte und 72 bhp (53 kW) leistete. Alle drei Motoren erhielten nach Culshaw/Horrobin ihr Gemisch über drei SU-Vergaser zugeteilt. Die Höchstgeschwindigkeit des TE und des TD mit der kleineren Maschine lag danach bei 113 km/h, die des TD mit dem größeren Motor bei 118,5 km/h. Der TE wurde nach diesen Autoren noch im Jahr seines Erscheinens eingestellt, der TD erst 1934; hiernach gab es in den Jahren 1935 und 1936 vorübergehend keinen Alvis Crested Eagle.
Neuere, im März 2014 veröffentlichte Recherchen von Markenliebhabern anhand erhaltener Fahrzeuge gelangen jedoch zu einem abweichenden Ergebnis. Demnach gab es den TD als 19.82 (dies ist die Angabe der Steuer-PS) von 1933 noch bis einschließlich 1935, hingegen ausschließlich mit dem 2,5-Liter-Motor. Auch der TE wurde hiernach von 1933 bis einschließlich 1935 hergestellt, jedoch sowohl als 16.95 mit 2,15-Liter Hubraum wie auch als 19.82 mit dem 2,5-Liter-Motor. Üblicher Standard war nach dieser Quelle eine Gemischaufbereitung mit nur einem Vergaser der Marke Solex.
Nach den neueren Veröffentlichungen folgten 1936 die Ausführungen Crested Eagle TF und TG, nun erstmals mit dem 2,8-Liter-Motor, den Alvis 1935 im Modell Speed 20 SC eingeführt hatte, im Crested Eagle jedoch standardmäßig wiederum nur mit einem einzelnen Solex- statt der drei SU-Vergaser des Sportmodells. Der TF war nun die Variante mit dem kürzeren Radstand von 3124 mm, der TG die Langversion mit 3353 mm.

### 1937 bis 1940
Nach beiden Quellen baute Alvis den Crested Eagle ab 1937 in den vier Ausführungen TJ, TK, TA und TB. Bei unveränderter Spurweite wuchs die Fahrzeugbreite von 1689 mm auf 1778 mm. Die Modelle TJ und TK nutzten weiterhin die 2,8-Liter-Ausführung des Sechszylinders, die beiden übrigen Modelle hingegen die aufgebohrte Version mit 3571 cm³ Hubraum (Bohrung × Hub = 83 mm × 110 mm). Standardmäßig ausgestattet mit drei SU-Vergasern leistet Letztere 106 bhp (78 kW) bei 3800/min. und entspricht damit dem Triebwerk des im Jahr zuvor eingeführten Sportmodells Speed 25 SB. Entsprechend der Einstufung nach Steuer-PS tragen derart motorisierte Crested Eagle mitunter auch die Zusatzbezeichnung 25.63. Den so ausgestatteten Crested Eagle TA und TB ermöglicht dies eine Höchstgeschwindigkeit von 134,5 km/h, während die beiden Versionen mit dem 2,8-Liter-Motor 118,5 km/h erreichen. Bei den Werks-Saloons mit Karosserie von Charlesworth konnte nun zwischen einer Ausführung mit sechs Seitenfenstern und steil abfallendem Heck einerseits und einer Ausführung mit vier Seitenfenstern und elegant fließendem Heck andererseits gewählt werden.
Nach den neueren Veröffentlichungen stellte Alvis die Varianten TA und TB nur 1937 her und ersetzte sie für die letzten beiden Jahre durch die geringfügig überarbeiteten Varianten TC und (nochmals) TD, deren Motor dem des im selben Jahr eingeführten Sportmodells Speed 25 SC entsprach.
Nach dieser Quelle waren die Varianten TJ, TA und TC nunmehr die Langversionen, während Culshaw/Horrobin umgekehrt TK und TB als solche ausweisen.
Die reguläre Serienfertigung dieser Baureihe lief 1939 kriegsbedingt ohne Nachfolger aus; lediglich ein Exemplar wurde im Kriegsjahr 1940 noch fertiggestellt.

## Ungewöhnliche Einzelstücke ab Werk und Trivia
Bereits bei den Serienfahrzeugen gleicht aufgrund des Variantenreichtums und dem hohen Grad an Handarbeit mit individuell abgestimmten Ausstattungsdetails kaum ein Fahrzeug dem anderen. Aus den insgesamt 602 Fahrzeugen ragen jedoch besonders drei Fahrzeuge durch ihre ungewöhnlichen Aufbauten heraus.
Ein 1934 erstmals zugelassenes Crested Eagle-Chassis mit unbekannter Fahrgestellnummer erhielt zu Erprobungszwecken noch vor dem Ausbruch des Zweiten Weltkriegs einen Aufbau als Panzerwagen. Das Fahrzeug ging in dieser Form zwar nicht in Serie und ist auch nicht erhalten geblieben, nahm jedoch indirekt vorweg, was nach dem Zweiten Weltkrieg zum neuen maßgeblichen Standbein der Marke Alvis werden sollte.
Der Alvis Crested Eagle TA 25.63 mit der Fahrgestellnummer Ch13764 aus dem Jahr 1937 besitzt eine nur einmal gefertigte Karosserieausführung als Sedanca DeVille; das Fahrzeug ist bis heute erhalten und befindet sich in Deutschland, wo es aufwendig restauriert wird.
Den letzten fertiggestellten,  heute nicht mehr erhaltenen Crested Eagle mit der Fahrgestellnummer Ch14959 setzte das Unternehmen Alvis bis in die 1950er-Jahre mit einer entsprechend angepassten Karosserie als Werkstatt- und Abschleppwagen ein.
Der Crested Eagle 4-Light-Saloon mit der Fahrgestellnummer Ch13271 aus dem Jahr 1938 nahm 1965 an der Langstreckenrallye und Abenteuerfahrt London–Kapstadt teil, an deren Ende er aufgegeben und schließlich ausgeschlachtet wurde.

## Heutige Situation
Von den ursprünglich 602 Fahrzeugen dieser Modellreihe sind nach Stand März 2014 nur noch 51 bekannt. Davon sind 42 komplett erhalten, zumeist mit ihrer Originalkarosserie, vielfach aufwendig restauriert und fahrfähig. Vier weitere Fahrzeuge sind als Specials erhalten geblieben, zumeist rennsportlich orientierte Umbauten aus den 1950er- und 1960er-Jahren. Fünf weitere Fahrzeuge existieren nur noch als Chassis oder Teileträger.
Die relativ geringe Quote erhaltener Fahrzeuge resultiert aus ihrem Aufbau und der Marktpositionierung. Große,  schwere Repräsentationsfahrzeuge genießen, von wenigen Marken wie Rolls-Royce abgesehen, keine große Beliebtheit als Sammlerobjekt, stehen vielmehr im Schatten der beliebteren Sportmodelle. Viele Teile des Crested Eagle, namentlich die komplette Antriebstechnik und Teile des Chassis entsprechen denen der beliebteren Modelle Speed 20, Speed 25, Alvis 3½ litre und 4.3 litre beziehungsweise lassen sich für diese umrüsten. Viele Crested Eagle wurden daher zwischen 1945 und den 1970er-Jahren ausgeschlachtet, um altersschwache oder beschädigte Komponenten von Alvis-Sportmodellen zu ersetzen. Hinzu kommt, dass die schwergewichtigen, ausladenden Aufbauten des Crested Eagle, wie damals üblich,  auf einem Unterbau aus Eschenholz ruhen, der sich über die Jahrzehnte hinweg verziehen oder nach Unfällen oder bei zu feuchter Lagerung faulen kann. Da selbst viele Teile der Serienkarosserien individuell angepasst sind, ist ein schneller Austausch von Karosserieteilen kaum möglich, zumal keines der damals beteiligten Karosseriebauunternehmen bis heute mehr fortbesteht.
Einige Fahrzeuge dieser Modellreihe erhielten daher in den Nachkriegsjahren vollständig neue Karosserien, zum Teil als leichtere offene Sport- oder Tourenwagen, vereinzelt als Coupé wie im Fall des abgebildeten Paramount-Umbaus, teils als Kombiwagen mit Woodie-Aufbau.
Alvis Crested Eagle werden derart selten verkauft und versteigert, dass keine verlässlichen Preise ermittelt werden können. Sie hängen zudem besonders stark von ihrem jeweiligen Erhaltungszustand, der Fahrzeuggeschichte sowie der Karosserie- und Motorvariante ab.